# Maluša
Maluša in russo Малуша? (910 circa – 1020 circa) è stata una serva e profetessa russa, concubina di Sviatoslav I di Kiev. Secondo le cronache dell'epoca fu madre di Vladimir I di Kiev, nonché sorella di Dobrynja futuro posadnik di Novgorod.
Le saghe descrivono la genitrice di Vladimir come una profetessa che visse oltre l'età di 100 anni e che periodicamente era portata dalla propria caverna al palazzo reale per predire il futuro. 
Anche se le cronache russe non dicono nulla sulla sua ascendenza, gli storici russi del XIX secolo formularono varie teorie atte a spiegare la provenienza e il nome della stessa. L'archeologo Dmitrij Prozorovskij riteneva che fosse figlia di Mal, condottiero Drevliano. Lo storico e linguista Aleksej Šachmatov la credeva invece figlia di Mstiša Sveneldovič, a sua volta figlio del voivoda kievano Sveneld; pensava infatti che il nome Maluša rappresentasse la versione slava dell'analogo norreno Malfried. Un altro storico russo, Dmitrij Ilovaiskij giunse alla conclusione opposta ritenendo che tale nome slavo fosse stato tradotto solo in seguito in scandinavo. La Cronaca degli anni passati riporta che una tale Malfried morì nell'anno 1000; tale appunto segue quello della morte di Rogneda di Polack e dal momento che Rogneda era la moglie di Vladimir, gli storici hanno supposto che Malfried fosse un'altra parente stretta del principe regnante, forse una delle mogli o la madre.